# Jonatas Faro
Jonatas Grassia Faro (Niterói, 11 de agosto de 1987) é um ator e cantor brasileiro.

## Carreira
Estreou na televisão como o intelectual Samuca na novela Chiquititas Brasil, entre os  anos de 1998 e 1999, depois de tanto ligar para a emissora que exibiu a novela, SBT, e descobrir um teste para a novela, seu personagem fez bastante sucesso na trama, na qual fez par romântico com Elisa Veeck. Em 2001, atuou na novela Um Anjo Caiu do Céu (Rede Globo), onde fez par romântico com Sthefany Brito. No ano seguinte voltou para o SBT para participar da novela Marisol. Aos 17 anos, em 2005, foi morar nos Estados Unidos, onde ficou durante quase um ano e trabalhou como garçom e manobrista até ser descoberto por um olheiro, no aeroporto, e iniciar carreira como modelo. Depois voltou para o Brasil e, em 2008, entrou para o elenco de Malhação (Rede Globo), fazendo o papel de Valdemar Peralta. Participou da sexta edição, em 2009, do quadro Dança dos Famosos do programa Domingão do Faustão, o qual ficou em terceiro lugar. Além de ator, é dançarino e cantor, chegando até a compor algumas músicas. 
Em 2011 atuou na telenovela Insensato Coração. Em 2012, o ator interpreta seu primeiro antagonista em Cheias de Charme. Em novembro de 2014, Jonatas lança seu primeiro trabalho como cantor com a gravadora Sony Music, o EP homônimo Jonatas Faro com três canções autorais. Em 2017, após um hiato de 5 anos afastado da TV,  fez a novela Apocalipse da RecordTV Em 2019 fez uma participação no último capítulo da novela Jesus, da mesma emissora, sendo esse seu último trabalho da televisão até então. 

## Vida pessoal
Em abril de 2010 Jonatas começou a namorar  Danielle Winits, logo após o fim do casamento da atriz. Em 8 de dezembro os dois se casam em uma união civil. Na mesma época foi anunciado que o casal esperava um filho, Guy Faro, nascido em 28 de abril de 2011. Um mês antes, porém, o casal havia se separado.

## Filmografia

### Televisão
| Ano     | Título               | Personagem                     | Notas                                        |
| ------- | -------------------- | ------------------------------ | -------------------------------------------- |
| 1998–99 | Chiquititas          | Samuel (Samuca)                | Temporada 2–4                                |
| 2001    | Um Anjo Caiu do Céu  | Joaquim Medeiros Guerra (Kiko) |                                              |
| 2002    | Marisol              | Gilberto Soares (Gil)          |                                              |
| 2004    | Malhação             | Rapaz no luau                  | Participação                                 |
| 2007    | Malhação             | Fernando                       | Episódio: "12 de março"                      |
| 2007    | Minha Nada Mole Vida | Breno                          | Episódio: "Onde Foi Parar o Ganso Biscoito?" |
| 2007–09 | Malhação             | Valdemar Peralta (Peralta)     | Temporada 15–16                              |
| 2009    | Dança dos Famosos    | Participante                   | Temporada 6                                  |
| 2011    | Insensato Coração    | Rafael Andrade Cortez (Rafa)   |                                              |
| 2012    | Cheias de Charme     | Conrado Tilman Werneck         |                                              |
| 2013    | O Dentista Mascarado | Breno Trambelhini              | Episódio: "31 de maio"                       |
| 2015    | Saltibum             | Participante                   | Temporada 2                                  |
| 2016    | Vai que Cola         | Segurança da Quinta Gay        | Episódio: "Gay Gayzérrimos"                  |
| 2017    | Apocalipse           | Vitório Solani                 |                                              |
| 2019    | Jesus                | Lucas                          | Episódio: "22 de abril"                      |

### Cinema
| Ano  | Título                 | Personagem     |
| ---- | ---------------------- | -------------- |
| 2001 | Achados e Perdidos     | Curta Metragem |
| 2010 | Aparecida: O Milagre   | Lucas Resende  |
| 2015 | Anjo De Cabelos Longos | Guilherme      |

## Teatro
| Ano     | Título               | Personagem  |
| ------- | -------------------- | ----------- |
| 1998–99 | Chiquititas - O Show | Samuca      |
| 2009–10 | Hairspray            | Link Larkin |
| 2016    | Wicked               | Fiyero      |

## Discografia

### Extended plays(EPs)
| Álbum        | Detalhes                                                                                |
| ------------ | --------------------------------------------------------------------------------------- |
| Jonatas Faro | - Lançamento: 18 de novembro de 2014 - Formatos: EP, download digital - Gravadora: Sony |

### Singles
| Título           | Ano  | Álbum        |
| ---------------- | ---- | ------------ |
| "E Mais Ninguém" | 2014 | Jonatas Faro |

## Prêmios e indicações
| Ano  | Associações                  | Categoria                         | Nomeações           | Resultado | Ref    |
| ---- | ---------------------------- | --------------------------------- | ------------------- | --------- | ------ |
| 2001 | Prêmio Qualidade Brasil - RJ | Televisão: Melhor Ator Revelações | Um Anjo Caiu do Céu | Indicado  | [ 11 ] |
| 2011 | Capricho Awards              | Melhor Ator Nacional              | Insensato Coração   | Indicado  | [ 12 ] |
| 2012 | Capricho Awards              | Melhor Ator Nacional              | Cheias de Charme    | Indicado  | [ 12 ] |